# Dernycriterium van Antwerpen
Het Na-Tour Dernycriterium van Antwerpen is een wielercriterium in de Belgische stad Antwerpen. Deze wedstrijd wordt sinds 1999 jaarlijks verreden in de straten van de stad en is een van de reeks criteriums na de Ronde van Frankrijk. Tot en met 2002 vond de wedstrijd plaats in het Antwerpse district Deurne, vanaf 2003 trok het criterium richting het centrum van de stad. Nadat er in 2018 een vrouwenwedstrijd werd georganiseerd, werd vanaf 2019 de wedstrijd verreden in teams, met telkens een mannelijke en een vrouwelijke wielrenner. Er worden verschillende disciplines verreden, waaronder een koppeltijdrit en afvallingsrace. Bijzonder is dat de wedstrijd achter derny's wordt gereden. Schaatser Bart Swings nam in 2018 en 2019 deel aan deze wedstrijd, en won de Prijs voor de Strijdlust in 2018. In 2020 en 2021 werd de wedstrijd niet verreden omwille van de coronapandemie.

## Erelijst
| Jaar           | 1e                | 2e                    | 3e                    |
| -------------- | ----------------- | --------------------- | --------------------- |
| 1999           | Etienne De Wilde  | Niko Eeckhout         | Matthew Gilmore       |
| 2000           | Ludo Dierckxsens  | Kurt Van De Wouwer    | Björn Leukemans       |
| 2001           | Ludo Dierckxsens  | Geert Verheyen        | Matthew Gilmore       |
| 2002           | Nico Mattan       | Geert Omloop          | Ludo Dierckxsens      |
| 2003           | Johan Museeuw     | Geert Omloop          | Frank Vandenbroucke   |
| 2004           | Tom Boonen        | Robbie McEwen         | Wim Vansevenant       |
| 2005           | Tom Boonen        | Léon van Bon          | Giovanni Lombardi     |
| 2006           | Robbie McEwen     | Niko Eeckhout         | Nico Mattan           |
| 2007           | Gert Steegmans    | Stijn Devolder        | Leif Hoste            |
| 2008           | Jürgen Roelandts  | Gert Steegmans        | Greg Van Avermaet     |
| 2009           | Mark Cavendish    | Jurgen Van den Broeck | Robbie McEwen         |
| 2010           | Robbie McEwen     | Alessandro Petacchi   | Jurgen Van den Broeck |
| 2011           | Andy Schleck      | Thomas De Gendt       | Fränk Schleck         |
| 2012           | Tom Boonen        | Peter Sagan           | Kris Boeckmans        |
| 2013           | André Greipel     | Stijn Devolder        | Johnny Hoogerland     |
| 2014           | Fabian Cancellara | Sep Vanmarcke         | Jens Debusschere      |
| 2015           | Greg Van Avermaet | Zdeněk Štybar         | Sep Vanmarcke         |
| 2016           | Tom Boonen        | Filippo Pozzato       | Iljo Keisse           |
| 2017           | Thomas De Gendt   | Serge Pauwels         | Oliver Naesen         |
| 2018 (mannen)  | Wout van Aert     | Timothy Dupont        | Fabio Jakobsen        |
| 2018 (vrouwen) | Annelies Dom      | Sanne Cant            | Amy Cure              |

### 2019
| Onderdeel      | Winnaar                         | Onderdeel                     | Winnaar                            |
| -------------- | ------------------------------- | ----------------------------- | ---------------------------------- |
| Koppeltijdrit  | Ellen Van Loy Preben Van Hecke  | Dernycriterium vrouwen        | Jesse Vandenbulcke                 |
| Afvallingsrace | Sanne Cant Mathieu van der Poel | Dernycriterium mannen         | Mathieu van der Poel               |
| Eindstand      | 1e                              | 2e                            | 3e                                 |
| Eindstand      | Sanne Cant Mathieu van der Poel | Lotte Kopecky Thomas De Gendt | Jesse Vandenbulcke Laurens De Plus |